# 一如 (僧)
一如（いちにょ）は、江戸時代初期の浄土真宗の僧。東本願寺第十六代法主 。

## 生涯
本ページでは年齢は数え年、日付は暦の正確性、著作との整合を保つため貞享元年12月30日（1685年2月3日 ）までは、宣明暦表示。 貞享2年1月1日（1685年2月4日）からは、貞享暦表示とする（生歿年月日を除く）。また本山は、「本願寺」が正式名称だが、「西本願寺」との区別の便宜上、「東本願寺」と表記。
- 慶安2年7月1日[4]（1649年8月8日）、東本願寺第十四代 琢如[1]の第6子（四男）として誕生。母は広橋兼賢の娘。
- （年月日不詳）当初は、福井の「東之御坊 本瑞寺」[5]の住職を務め、院号を「恩光院」、法名を「琢性[1]」、諱を「克海」と名告る。
- （年月日不詳）のちに、河内国[6]八尾御坊 大信寺[7]の住職に転任し、法名を「琢亭[1]」、諱を「瑛含」と改める。
- 延宝6年（1678年）、長兄で常如の法嗣（法主後継者）となり、法名を「一如」、諱を「光海」と再度改める。
- 延宝7年（1679年）、第十六代法主を継承。
- 元禄13年4月12日（1700年5月30日）、52歳にて示寂。院号を「無礙光院」とする。